# Charles Jeanneret
Charles Jeanneret (* 2. Juni 1892 in Saint-Imier; † 8. Mai 1979 in La Chaux-de-Fonds) war ein Schweizer Unternehmer in der Uhrenindustrie und Politiker (FDP). Von 1959 bis 1967 vertrat er den Kanton Bern im Ständerat. In der Jurafrage gehörte er zu den prominentesten Antiseparatisten.

## Biografie
Er war der Sohn des Uhrenindustriellen Constant Jeanneret und von Jenny Droz, später war er mit Marthe-Angélique Junod-Dambach verheiratet. Charles Jeanneret besuchte die höhere Handelsschule (École supérieure de commerce) in Neuchâtel und absolvierte anschliessend verschiedene Praktika im Ausland. 1911 trat er in die Dienste des Unternehmens Leonidas Watch in Saint-Imier, das von seinem Vater geführt wurde. Fünf Jahre später, nach dem Tod des Vaters, übernahm er die kaufmännische Leitung, während sein Bruder Ernest für die technische Entwicklung zuständig war. Ab 1956 leitete er am selben Ort auch das Unternehmen Berna Watch. Beide fusionierten 1964 zusammen mit der Edouard Heuer & Co. in Biel zur Heuer-Leonidas-Gruppe, die ihrerseits 1985 in TAG Heuer aufging. Jeanneret engagierte sich stark in den Interessenverbänden der Schweizer Uhrenindustrie. Ab 1919 gehörte er der Vereinigung der bernischen Uhrenfabrikanten an, die er von 1953 bis 1956 präsidierte. Ebenso war er Mitglied des Zentralkomitees der Schweizerischen Uhrenkammer und des Zentralkomitees der Fédération horlogère. Ferner begründete er den Bieler Industriellenkreis (Cercle industriel de Bienne) und war Verwaltungsratspräsident des Spitals von Saint-Imier.
Die Interessen der Uhrenindustrie verteidigte Jeanneret auch auf politischer Ebene, sei es als Ortsparteipräsident der FDP oder als Gemeindepräsident von Saint-Imier. In der Jurafrage positionierte er sich als überzeugter Antiseparatist. So gehörte er 1952 zu den Mitunterzeichnern eines von Roland Stähli verfassten Manifests, das ein Jahr später als Basis zur Gründung der Union des patriotes jurassiens (UPJ) diente. 1959 leitete er ein Aktionskomitee gegen die kantonale Plebiszitinitiative des Rassemblement jurassien. Dieses Engagement verhalf Jeannerat im November desselben Jahres zur Wahl in den Ständerat. Der Grosse Rat, der damals noch die Ständeräte wählte, sollte einen Nachfolger für den zurückgetretenen Georges Moeckli bestimmen. Gemäss einer ungeschriebenen Regel, wonach dem jurassischen Kantonsteil eine Vertretung zustand, nominierte die FDP-Fraktion das Grossratsmitglied Jean-Pierre Chatelain. Die BGB als grösste Fraktion stellte sich jedoch gegen diese Kandidatur, da sich Chatelain in der Jurafrage angeblich nicht eindeutig genug gegen die Separatisten ausgesprochen hatte. Stattdessen fiel die Wahl auf Jeanneret.
Im September 1963 gehörte Jeanneret zu den Mitbegründern einer besonders radikal auftretenden Unterorganisation der UPJ. Das Comité jurassien de vigilance démocratique («Jurassisches Komitee für demokratische Wachsamkeit») setzte sich zum Ziel, die fundamentalen demokratischen Freiheiten zu verteidigen, «die durch die Tätigkeit gewisser separatistischer Kreise in Frage gestellt» worden seien. Ebenso forderte sie Gesetze zum Verbot der Zeitung Le Jura libre und zur fristlosen Entlassung separatistischer Lehrer. Diese Positionen zogen den Zorn radikaler Separatisten auf sich. Am 5. Oktober 1963 verübte die Front de libération jurassien einen Sprengstoffanschlag auf Jeannerets Ferienhaus auf dem Mont Soleil, wobei die 800 Gramm schwere Sprengladung erhebliche Schäden an der Fassade und an den Türen verursachte; Personen waren zum Tatzeitpunkt nicht anwesend. 1967 trat Jeanneret als Ständerat zurück.